# Приёмник магазина

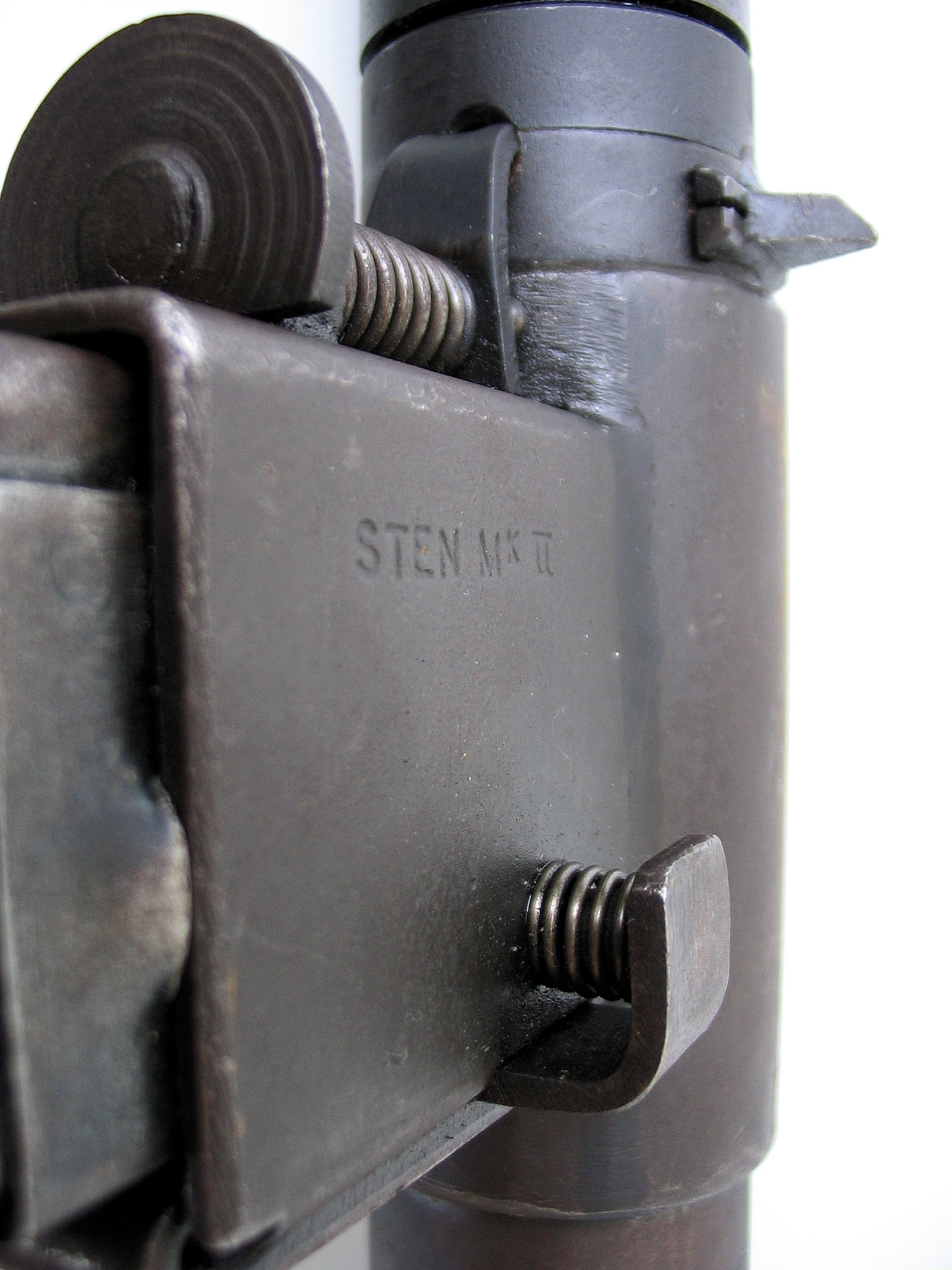
Приёмник магазина STEN Mk II

Приёмник магазина — место в виде открытой с одного конца (иногда также и с боков, например, у MP-38) металлической коробки, куда вставляются магазины. Применяется на пистолетах-пулемётах и автоматах вроде M16. Присутствует не на всех пистолетах-пулемётах — у ППШ, например, магазин просто вставляется губками в отверстие напротив выбрасывателя стреляных гильз.

## Устройство
Со стороны, отдалённой от ствола, расположено окошко для помещения туда магазина. С другой стороны приёмник примыкает к стволу и патроннику, являясь со стволом одной деталью, выполненной из одного куска металла. Иногда, например, у MP-38 и ППС-43, для лучшего охлаждения в приёмнике делались дополнительные окошки, обеспечивающие лучший приток холодного воздуха к магазину и стволу и уменьшающие перегрев оружие, в некоторых системах на пару с кожухом охлаждения. Кроме того, приёмник часто выполняет и декоративную роль — у STENа сверху на приёмнике стояло клеймо, на котором выбивалось слово «STEN» и номер модификации («MkII» и т. п.)